# جوش لارسن
جوش لارسن هو لاعب اتحاد الرغبي كندي، ولد في 4 أبريل 1994 في فانكوفر في كندا.